# 안면도

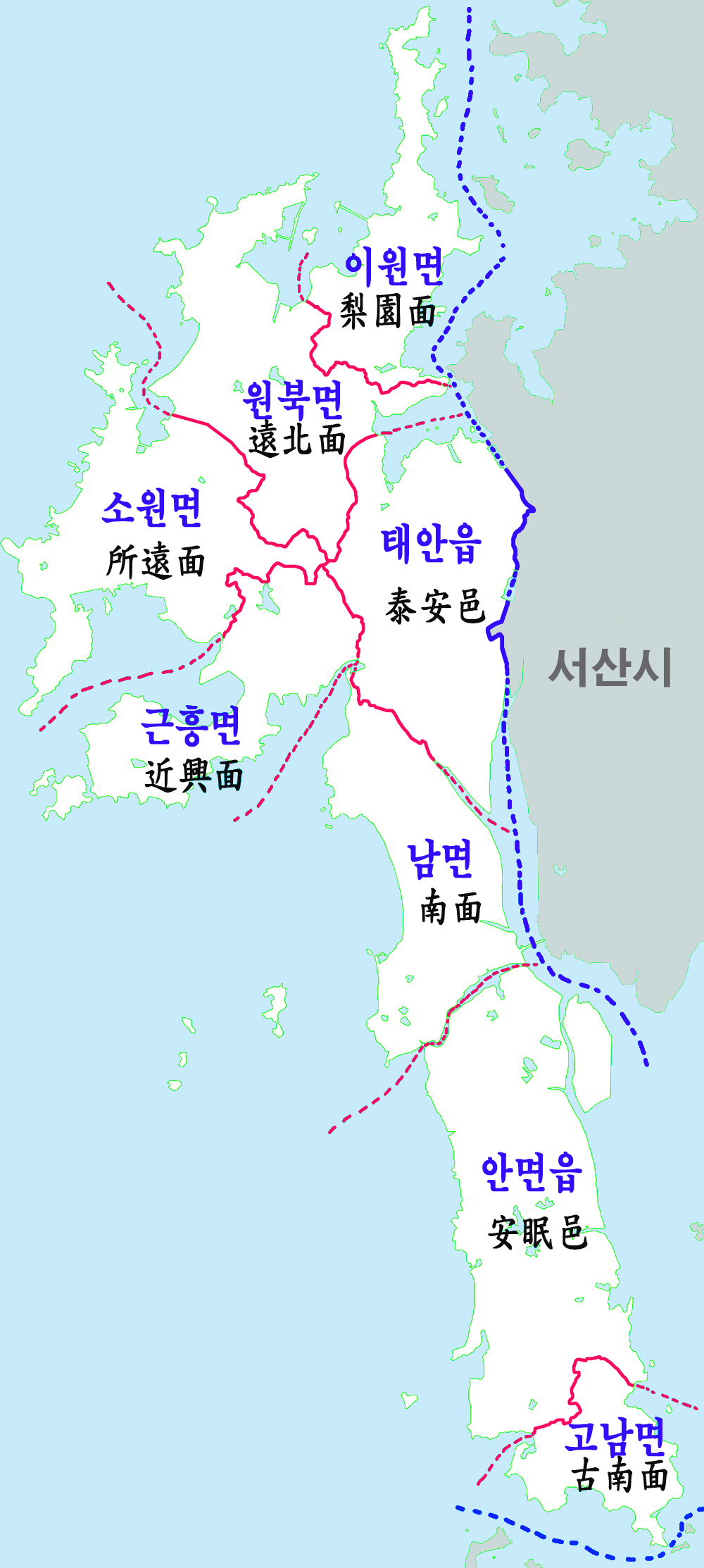

안면도(安眠島)는 대한민국 태안반도 남쪽에 있는 섬으로, 충청남도 태안군 안면읍과 고남면이 속한다. 대한민국에서 6번째로 넓은 섬으로, 면적은 113.5 km2이다.

## 지리
안면도는 본래 태안반도에서 남쪽 바다로 길게 뻗어나온 곶(串)이었는데, 17세기에 육지에서 분리되어 섬이 되었다. 섬은 안면읍의 국사봉(109m)을 제외한 대부분 산지가 구릉지대여서 조선시대에는 대규모의 목장과 농장지로 이용되었다.
안면도의 소나무는 조선 시대에 국가의 주요 자원으로서 중요하게 관리되었다. 궁궐이나 함선 등을 만드는 데 있어 필수적인 재목이었기 때문이다. 임진왜란 때 거북선 등 주요 함선을 만드는 데 사용되었다. 현재도 안면송(安眠松)이라 불리며, 휴양림(안면도 자연휴양림)을 이루어 유명하다.
1970년에 대한민국의 3번째 연륙교(連陸橋)인 안면교(安眠橋, 총길이 208.5m)가 건설되었다. 안면도와 원산도, 보령시를 연결하는 원산안면대교와 보령해저터널이 각각 2019년과 2021년에 완공되어 안면도와 보령의 거리를 크게 단축시켜 서산과 홍성, 보령의 교통정체 해소와 관광자원 활성화에 크게 기여할 것으로 기대된다.

## 운하절단설
안면도가 섬이 된 것은 삼남 지방에서 조세로 거두어들인 곡식의 조운(漕運)을 원활하게 하기 위해 조선 인조 때에 지금의 안면읍과 남면 사이를 절단했기 때문이라는 설이 대두되고, 사실인 것처럼 유포되어 왔다. 그러나, 안면도가 태안반도와 분리된 것이 인공(人工)에 의한 절단인지, 해수(海水)에 의한 침식인지는 명확하지 않다.
운하절단설은 1872년(고종 9년) 간행 태안읍지(泰安邑誌)에 실린 "태안 향리 방경잠이 감영(監營)에 물길을 뚫어서 통하게 할 것을 건의하여 섬이 되었다."라는 빈약한 내용의 기사 외에는 근거로 제시된 사료가 없다는 문제가 있다.
그 밖에 이미 조선왕조실록 광해 8년(1616년) 기사에 "공홍도(公洪道)의 안면도(安眠島, 원문은 安眠道)"라는 기록이 있다는 점, 안면도와 태안반도 사이 바다의 폭은 최소 160m로 경인운하(폭 80m)의 2배가 넘고 한국 서해안의 조수간만 차가 평균 6m에 이른다는 점, 세곡선의 침몰이 잦았던 곳은 안흥량(安興梁) 등 태안반도(근흥면과 소원면) 일대의 바다로 안면도 북쪽이라는 점, 이 때문에 고려와 조선 시대에 운하 건설이 논의되고 굴착 공사가 시도된 곳이 현재 태안군과 서산시의 경계인 태안읍 인평리 흥인~굴포 사이의 이른바 '굴포운하' 계획이었다는 점 등을 볼 때 신뢰성이 낮다.

아래 기록으로 보면 안면도는 1428년 이전부터 섬이었으므로 1872년 운하절단설은 허구다. 
조선왕조실록 - 세종실록 39권, 세종 10년 1월 4일 丁亥( 양력 1428년 1월 20일) 9번째 기사  
<국역>
10-01-04[09] 방어가 어려운 안면도 광지곶에 사는 백성들을 육지로 옮겨 두게 하다
충청도 감사가 아뢰기를,
“지금 안면도(安眠島) 광지곶(廣地串)에 들어와 살고 있는 백성을 조사해 육지로 낱낱이 내보내는 것과 망루(望樓)를 설치하고 소금 굽는 일을 금지하는 것이 적절한지를 살펴보니, - 바다로 쑥 들어간 땅을 세속에서 곶(串)이라 한다. - 곶 안에 사는 백성들은 이미 안착하여 살면서 모두 옮기지 않기를 원합니다. 마땅히 곶 안에 목책(木柵)을 설치하고 또 망루를 설치한 다음 순성(蓴城)의 진군(鎭軍)을 증원하여 진무(鎭撫) 1인으로 하여금 거느리고 지키게 하여 낮이면 농사를 짓고 밤이면 목책에 들어가도록 하며, 또 수영(水營)의 병선으로 하여금 동을비도(冬乙飛島)와 거아도(巨兒島)를 왕래하면서 지키게 하는 것이 적절합니다.”
하니, 의정부와 육조가 함께 논의하도록 명하였다. 모두 아뢰기를,
“곶 안에 개간된 땅은 17결(結)뿐인데, 지금 육지의 병사들에게 방어가 미치기 어려운 외진 곳에 목책을 설치하게 하고 군사를 주둔시켜 백성들을 들여보내 살게 하고자 하는 것은 장구한 계책이 아닙니다. 그곳에 거주하는 백성들을 모두 낱낱이 내보내 원하는 곳으로 옮겨 두되, 농사짓는 사람과 소금 굽는 사람들만 가을이 되고 나서 옮겨 두소서.”
하니, 그대로 따랐다.
<원문>
○忠淸道監司啓: "今審安眠、廣地串入居人民, 刷出陸地及設候望、禁煮鹽便否。 【斗入水內之地, 俗謂之串。】 串內之民, 旣已安居, 皆願勿徙。 宜於串內設木柵, 又設候望, 增定蓴城鎭軍, 令鎭撫一人率領守護, 晝則業農, 夜則入柵。 又令水營兵船, 於冬乙飛 島、巨兒島, 往來守護爲便。" 命政府諸曹同議, 僉曰: "串內墾田唯十七結, 今欲於陸兵救護遙隔之處, 設柵屯戍,使民入居, 非長久之策。 請盡刷居民, 從願移置, 其農作煮鹽人, 竢秋移置。" 從之。
출처: 한국고전번역원 BD

## 생태
- 천연기념물 제138호 모감주나무군락
- 새우난

## 관광지

안면읍 승언리 소재 할미할아비바위의 전경

- 안면도 자연휴양림
- 기지포해수욕장
- 꽃지해수욕장
- 두에기해수욕장
- 두여해수욕장
- 바람아래해수욕장
- 밧개해수욕장
- 방포해수욕장
- 백사장해수욕장
- 삼봉해수욕장
- 샛별해수욕장
- 안면해수욕장
- 장곡해수욕장
- 장삼포해수욕장

## 유적
- 신야리의 조개무지
- 고남리의 고인돌

## 향토음식
안면도의 대표적인 향토음식으로는 게국지가 있다. 게국지는 꽃게장을 자주 먹는 태안 사람들이 남은 게장국물에 김치, 겉절이 등을 넣고 찌개를 끓여 먹었던 것에서 유래된 음식이다.
숙성과정 없이 바로 끓여 먹는 것이 특징이며, 진한 국물 속에서 우러나는 깊은 맛이 일품이다.

## 같이 보기
- 통영 운하
- 한국의 섬